# بادي محمد الطيب
بادي محمد الطيب (1937- 15 فبراير 2007)، مطرب  شعبي تراثي سوداني ولد بحلة عباس ريفي المعيلق بمحلية الكاملين.

## تعليمه
درس بالخلوة  حيث حفظ القرآن وأفادته طبيعة المنطقة المتصوفة ، وتأثره  بوالده الذي كان يمدح النبي محمد وإنضم في بداياته إلى فرقة صغيرة بقيادة عمه  وشقيقه الأكبر، قبل ان يغني وحده.
انتقل للعاصمة الخرطوم، وعمل بإحدى كافتيريات جامعة الخرطوم ، واكتشف  الطلاب صوته  الواعد  وقاموا  بتقديمه في فعالياتهم الغنائية ومنها  بدأت شهرته في أواخر ستينيات القرن المنصرم.

## أعماله
برع في أداء الغناء السوداني القديم  والمعروف بالحقيبة
أغاني
| الاغنية                      | كلمات                      |
| ---------------------------- | -------------------------- |
| جوهر صدر المحافل             | صالح عبدالسيد " أبو صلاح " |
| أنت حكمة أنت آية             | محمد علي عبدالله" الأمي"   |
| مسو نوركم                    | سيد عبدالعزيز              |
| الخدير انا ماني حي           |                            |
| ليلة بروقها تلوح في غمامة    |                            |
| ببكي وبنوح وبصيح             |                            |
| في الفؤاد ترعاه العناية      |                            |
| نظرة يا السمحة ام عجن        |                            |
| عيونك علمن عيني بكاء الخنساء |                            |
| الليلة لاقيتو                |                            |
| في التغزل بين المسارح        |                            |
| أمونة                        |                            |
| عزة الفراق بي طال            |                            |

### مهرجانات شارك فيها
قام بتمثيل السودان في عدة مهرجانات  خارجية في كل من مصر و فرنسا و ليبيا و الإمارات العربية المتحدة و سلطنة عمان 